# Эммет, Розина
Розина Эммет (англ. Rosina Emmet, полное имя Rosina Emmet Sherwood; 1854—1948) — американская художница.

## Биография
Родилась 13 декабря 1854 года в городе Нью-Рошелл, штат Нью-Йорк. Была вторым ребёнком из десяти в семье купца Уильяма Эммета (англ. William Jenkins Emmet) и его жены — иллюстратора Джулии Эммет. Её двоюродной сестрой была художница Эллен Эммет Рэнд.
Вероятно, Розина получила начальное художественное образование от своей матери. В 1876—1877 годах она путешествовала по Европе и была представлена во время этой поездки королеве Виктории. Вернувшись в Нью-Йорк, вместе со своей подругой Дорой Уилер Кейт начала учиться у Уильяма Мерритта Чейза, и к 1881 году она уже имела собственное студийное место в здании Tenth Street Studio Building. Среди её первых работ были иллюстрации для таких изданий, как Harper’s Magazine, а в 1880 году она выиграла первый приз 1000 долларов в конкурсе на дизайн рождественской открытки для компании Луи Пранга. Розина и Дора вместе работали в дизайнерской фирме Associated Artists, которой руководила, мать Доры — Кэндис Уилер: здесь подруги разрабатывали гобелены, шторы и обои. В 1884—1885 годах он также вместе посещали Академию Жюлиана в Париже. Учителем Розины был художник Тони Робер-Флёри.
В 1887 году Розина вышла замуж за Артура Шервуда, в их семье было пять детей, в том числе будущий лауреат Пулитцеровской премии Роберт Шервуд. После замужества продолжала заниматься живописью. Создала портрет Арчера Хантингтона, мужа скульптора Анны Хайат-Хантингтон, который в настоящее время принадлежит Испаноязычному обществу Америки.
В 1893 году художница создала фреску The Republic’s Welcome to Her Daughters для Женского здания на Всемирной выставке 1893 года в Чикаго. Её работы выставлялись в Чикаго во Дворце изящных искусств (ныне Музей науки и промышленности). Одна из её акварельных работ была представлена на выставке American Women Artists 1830—1930 в Национальном музее женского искусства. В настоящее время её работы можно увидеть в коллекции Смитсоновского музея американского искусства.
Умерла 19 января 1948 года в Нью-Йорке на Манхэттене. Была похоронена в родном городе на кладбище Beechwoods Cemetery.

Некоторые работы
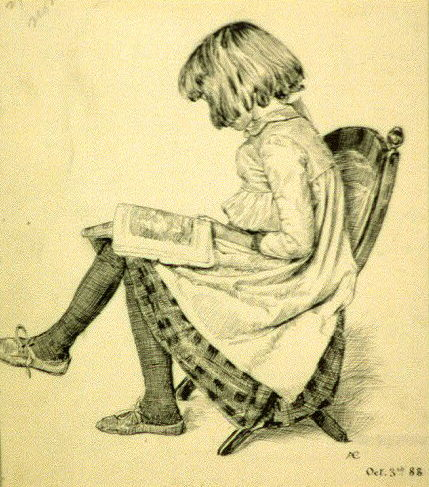
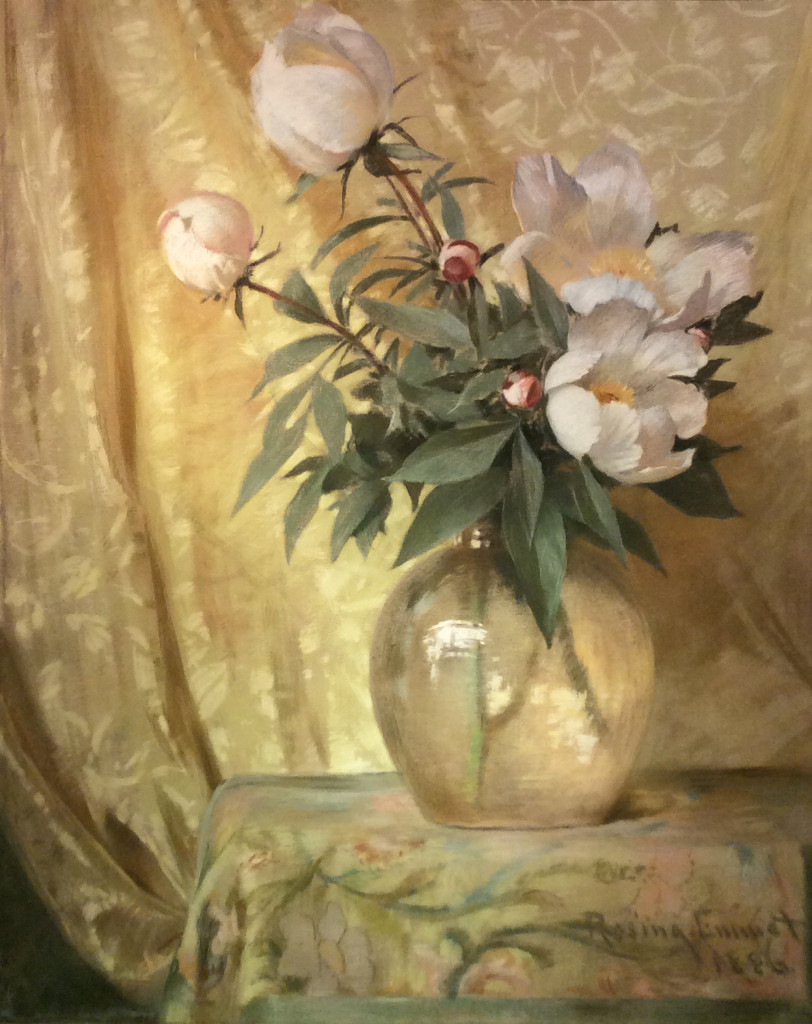
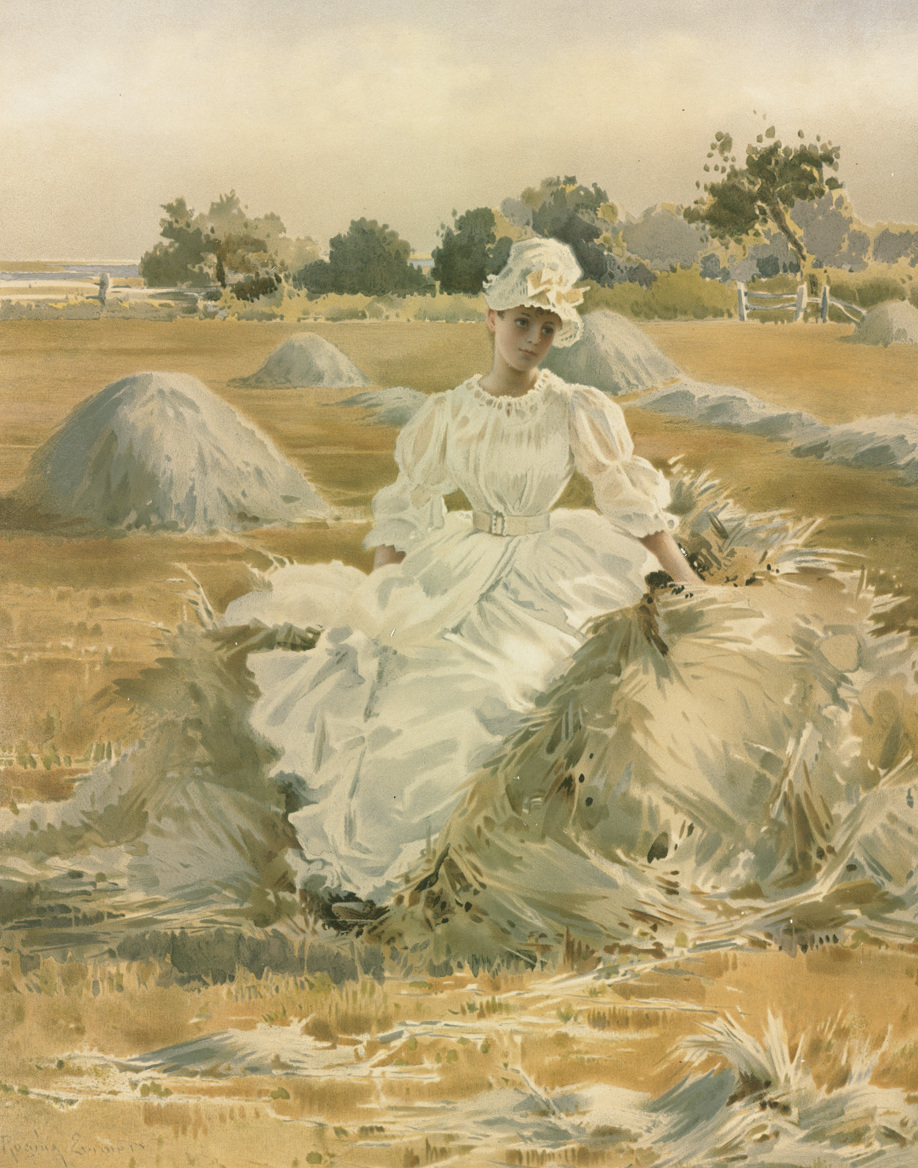